# Jabet Peak
Der Jabet Peak (französisch Pic Jabet, in Argentinien Monte Lomo von spanisch lomo ‚Rücken‘, in Chile Monte Jabet) ist ein 545 m hoher Berg auf der Wiencke-Insel im westantarktischen Palmer-Archipel. Er ragt 1,5 km nordöstlich des Port Lockroy am südwestlichen Ende der Comer Range auf.
Teilnehmer der Vierten Französischen Antarktisexpedition (1903–1905) entdeckten ihn. Expeditionsleiter Jean-Baptiste Charcot benannte ihn nach Jacques François Jabet, Bootsmann auf dem Schiff Français bei dieser Forschungsreise. Das UK Antarctic Place-Names Committee übertrug die französische Benennung am 21. November 1949 ins Englische. 